# Hadronyche hirsuta
Hadronyche hirsuta is een spinnensoort uit de familie Atracidae. De soort komt voor in Nieuw-Guinea.